# پرایمر (آرایشی)

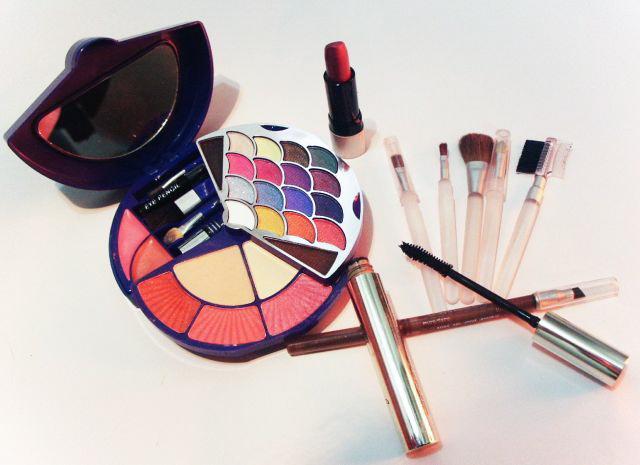
لوازم آرایشی

لوازم آرایش پرایمر (به انگلیسی: Primer) یا کرم اولیه، به کرم‌هایی گفته می‌شود که قبل از سایر مواد آرایشی دیگر، برای بهبود پوشانندگی و افزایش مدت ماندگاری مواد آرایشی روی صورت استفاده می‌شوند.

## انواع مختلف پرایمر
انواع مختلفی از انواع پرایمرهای آرایشی مانند پرایمر کرم پایه (کرم‌پودر)، پرایمر پلک، پرایمر لب و پرایمر ریمل وجود دارد.

### پرایمر کرم پایه (کرم پودر)
یک پرایمر کرم پایه ممکن است مانند یک مرطوب‌کننده عمل کند، یا ممکن است روغن را به همراه اسید سالیسیلیک جذب کند تا ظاهری کمتر روغنی و بیشتر مات بسازد. بعضی از آنها حاوی آنتی‌اکسیدان‌هایی مانند A، C و E یا سایر مواد مانند عصاره هسته انگور و عصاره چای سبز هستند. پرایمرهای کرم پودر، بر پایه آب یا سیلیکون هستند. مواد لازم ممکن است شامل سیکلومتیکون و پلی دی متیل سیلوکسان باشد. برخی از پرایمرها معطر نبوده و حاوی مواد نگهدارنده، روغن نیز نیستند. بعضی از آنها ممکن است دارای فاکتور محافظت در برابر آفتاب (SPF) نیز باشند. برخی از پرایمرهای پایه برای ایجاد یکنواختی یا بهبود رنگ پوست استفاده می‌شوند. برخی دیگر پوست را رنگ‌پریده می‌کنند تا نور را بیشتر بازتاب دهد. همچنین پرایمرهای کرم پایه‌ای وجود دارد که پرایمرهای پایه معدنی هستند و حاوی میکا و سیلیس هستند.

#### انواع پرایمر صورت
پرایمر با توجه به کاربرد و ویژگی های آن دارای انواع مختلفی است تا متناسب با هر پوست تثبیت کنندگی بهتری به کرم پودر داشته باشد.

##### پرایمر مات
پرایمر مات مناسب پوست های چرب و مختلط است و باعث بهبود ظاهر منافذ پوست می شود. پرایمری که حالت مات کننده دارد بافت پوست را یکدست می کند.

##### پرایمر روشن‌کننده
این پرایمر نیز مشابه پرایمر مات است با این تفاوت که پوست شما را براق می کند. بنابراین زدن پرایمر روشن کننده زیر کرم پودر باعث درخشندگی و زیبایی بیشتر آرایش صورت می شود.

##### پرایمر آبرسان
یکی دیگر از کاربردی ترین پرایمرهای صورت پرایمر آبرسان است که معروف به پرایمر روغنی نیز می باشد. این نوع پرایمر مناسب برای افراد با پوست خشک است و باعث رطوبت و تغذیه پوست نیز می شود.

### پرایمر پلک
پرایمرهای پلک یا سایه چشم مشابه هم هستند، اما به‌طور اختصاصی برای استفاده در اطراف چشم ساخته شده‌اند. پرایمر پلک حتی ممکن است به رنگ پلک و قسمت بالای چشم کمک کند، ممکن است چربی را کاهش دهد، باعث براق شدن یا برعکس مات شدن ناحیه شود. پرایمرهای چشم به صاف شدن سایه چشم کمک می‌کنند، از جمع شدن پودر سایه در چین‌های پلک جلوگیری می‌کنند و طول مدت ماندگاری آن را بالا می‌برند. پرایمرهای سایه چشم قبل از استفاده از سایه، روی پلک و ناحیه پایین چشم قرار می‌گیرند. آنها سطح پوست پلکها را یکنواخت می‌سازند، رگهای پلک را پنهان کرده و پوست پلک‌ها را صاف می‌کنند. پرایمرهای سایه چشم به بهتر دیده شدن سایه چشم کمک می‌کنند. آنها رنگ سایه چشم را تشدید کرده و با کاهش چربی پلک‌ها، آنها را از لکه شدن یا چین خوردن بازمی‌دارند. برخی از سایه‌های چشم حتی در برگه دستورالعمل خود بیان می‌کنند، که استفاده از آن‌ها روی پرایمر سایه چشم توصیه می‌شود. تفاوت چشم‌گیری در رنگ سایه چشم و ماندگاری آن وجود دارد وقتی از پرایمر سایه چشم روی پوست استفاده شده باشد. تأثیر پرایمرهای سایه چشم فقط به سایه چشم محدود نمی‌شود. آنها همچنین بر خط چشم و پایه سایه چشم تأثیر می‌گذارند.

### پرایمر ریمل
پرایمر ریمل گاهی بی‌رنگ است. معمولاً قبل از استفاده از ریمل، از آن برای پرحجم کردن و بلند کردن مژه استفاده می‌شود تا ریمل شکل ظاهری بهتری داشته باشد. همچنین ممکن است استفاده از آن باعث جلوگیری از از ورآمدن یا لکه لکه شدن ریمل شود. برخی ادعا می‌کنند که سلامت مژه‌ها را نیز بهبود می‌بخشد.

### پرایمر لب
پرایمرهای لب برای صاف کردن لب‌ها و بهبود استفاده از رژ لب یا برق لب ساخته شده‌اند، اگرچه اغلب قبل از استفاده از آن توصیه می‌شود که لایه‌برداری لب‌ها انجام شود. این مواد همچنین برای افزایش ماندگاری رنگ لب و جلوگیری از «از خط بیرون زدن» رژ لب شود. یعنی از اینکه رژ لب به صورت خطوط ریزی از خط اطراف لب خارج شود جلوگیری می‌کند.